# Estación de St. Catharines
St. Catharines es una estación de tren en St. Catharines, Ontario, Canadá. Es servido por el tren Maple Leaf entre Toronto y la ciudad de Nueva York y es una parada en la línea Lakeshore West de GO Transit. La estación está designada como estación de tren Heritage.

## Historia
La estación estilo pabellón de un solo nivel fue construida e inaugurada en 1917 por Grand Trunk Railway y adquirida por CN en 1923, quien la utilizó para el servicio de pasajeros. Via Rail adquirió la propiedad en 1986.
Es la tercera estación que se construye en el sitio, primero en 1853 por Great Western Railway y luego en 1898 por Grand Trunk. Fue renovado en 1988 y 1994, pero tampoco cambió el aspecto de la estructura.
Anteriormente, la estación contaba con personal de Via Rail, pero el agente de venta de boletos fue reemplazado por un quiosco automatizado en octubre de 2012. También se construyó una estación similar en Berlín, aproximadamente al mismo tiempo en 1917.

## Servicios
A partir de mayo de 2023, GO Transit opera tres viajes de ida y vuelta diarios en el servicio de cercanías de la línea Lakeshore West entre Toronto y Niagara Falls.
De lunes a viernes, la ruta de autobús 18K de GO Transit conecta con las estaciones West Harbour, Hamilton y Aldershot, así como con la Universidad Brock.
Via Rail y Amtrak operan conjuntamente un único viaje diario de ida y vuelta en el servicio de tren Maple Leaf entre Toronto y la ciudad de Nueva York.